# 阿帕纳斯湖
阿帕纳斯湖（西班牙語：Lago de Apanásis）是尼加拉瓜希諾特加省的一座人工湖，位于希諾特加以北，由圖馬河上的大坝蓄水而成，面积约51平方公里。